# フィアット・1200/1500/1600カブリオレ

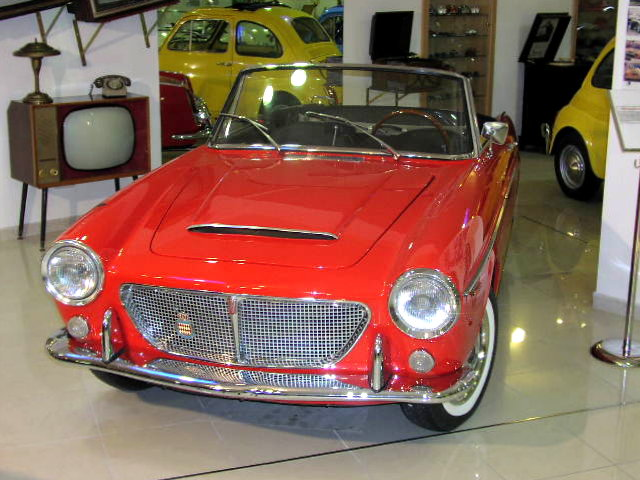
1200カブリオレ

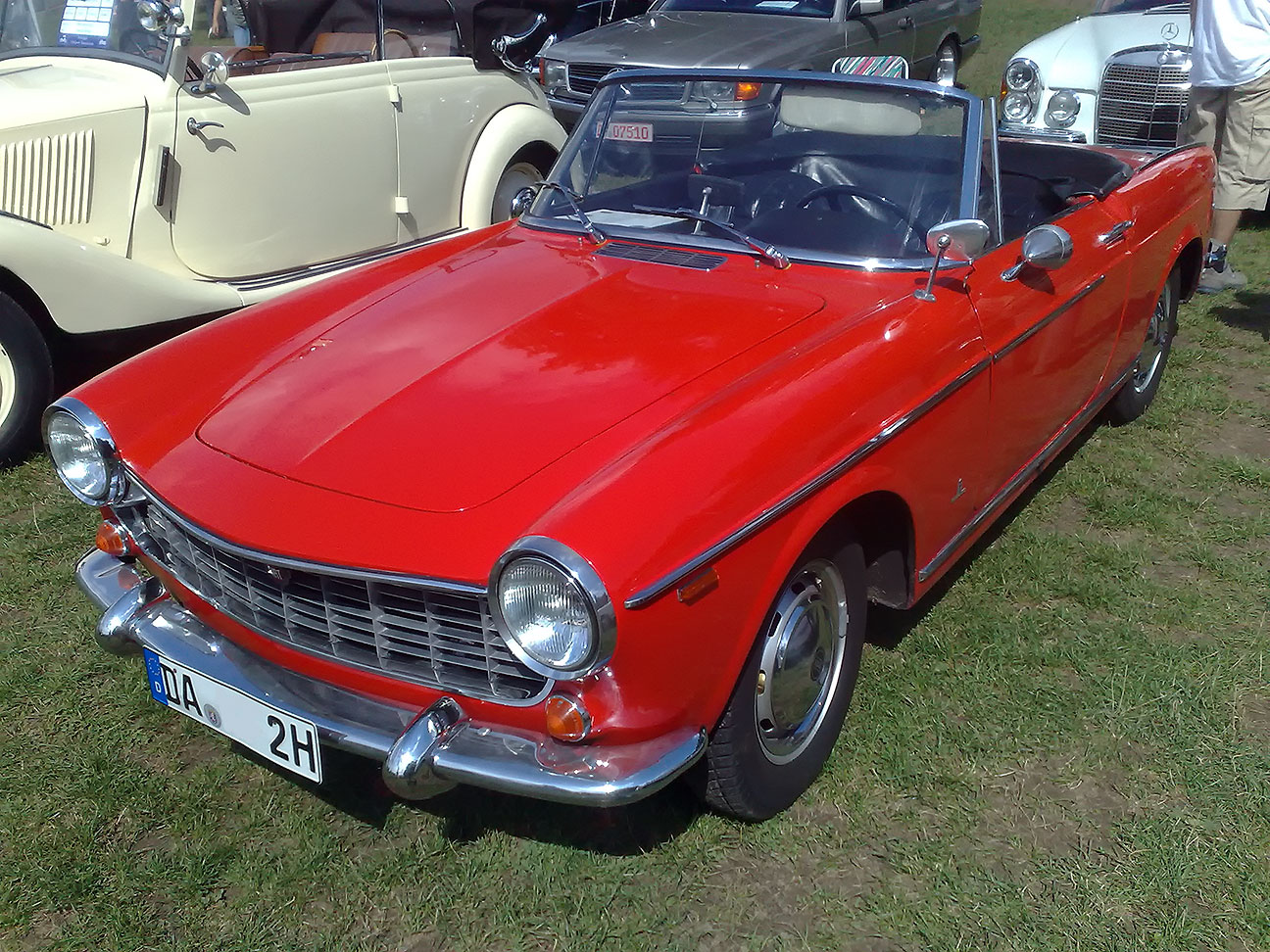
1500カブリオレ

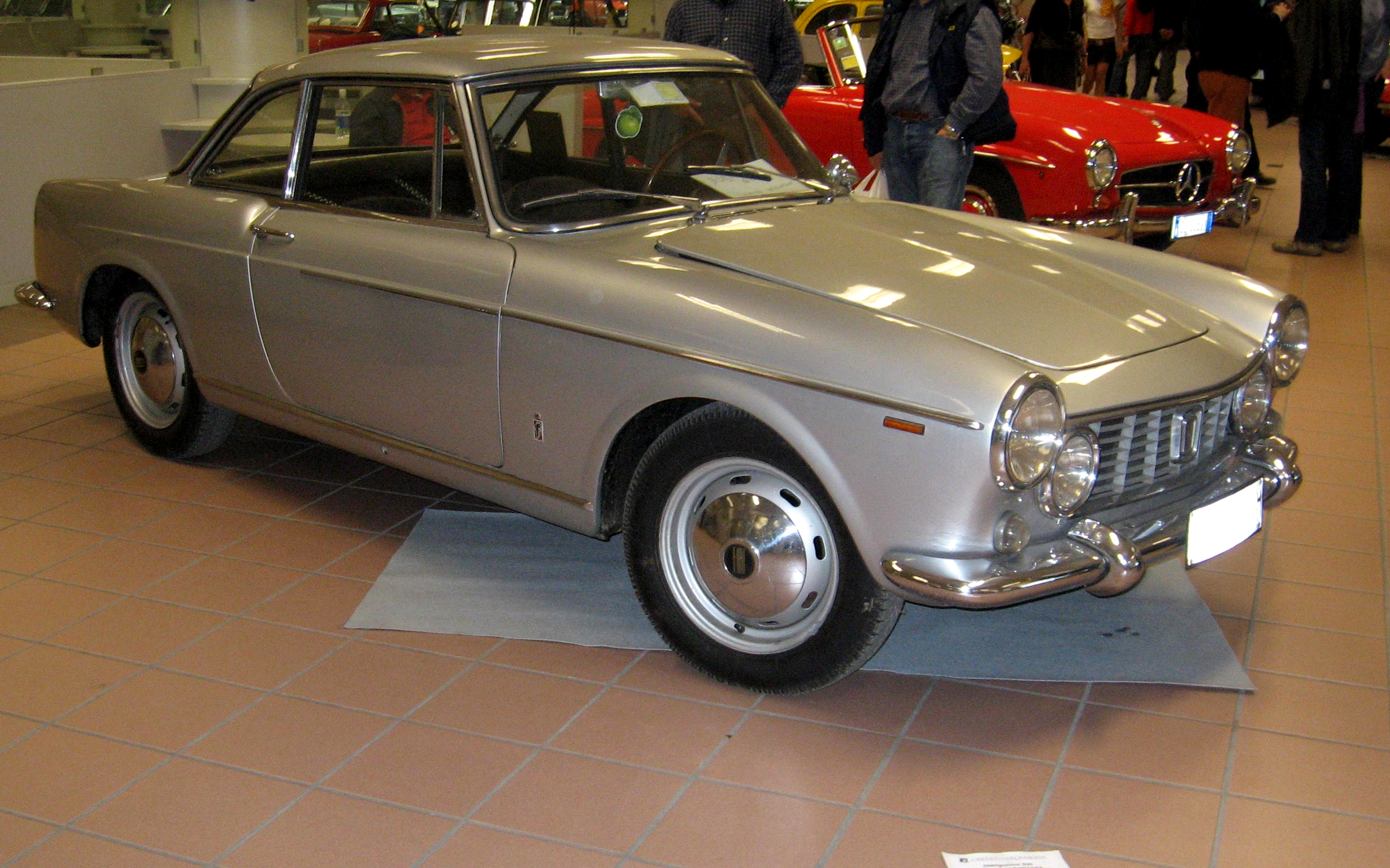
1600Sカブリオレ・ハードトップ付

フィアット・1200/1500/1600カブリオレはイタリアの自動車メーカー・フィアットが1959年から1966年まで生産した2座席オープンカーである。

## 概要
1957年からフィアット・1100をベースに生産されていた自社デザインのアメリカ風スタイルの2座オープンカー・「1100-103TVトランフォルマビーレ」に代えて、同じシャシーにのカロッツェリア・ピニンファリーナが正統派イタリアン・デザインのボディをデザイン・架装して登場した。バリエーションには1100の上級版として1957年秋に登場した1200グラン・ルーチェの1,221cc 55馬力エンジンと同車の4速ギアボックス(ローギアはノンシンクロ)をクロースレシオ化し・フロアシフトにして搭載した1200カブリオレと、マセラティ兄弟が経営するオスカが1200のエンジンをDOHC化し1,491cc 90馬力とし、タイヤサイズを拡大（1200の14インチから15インチに）、ブレーキを強化(依然四輪ドラムブレーキながら1800用を流用)した1500カブリオレの2種類があった。
性能は1200（車両重量920kg）で最高速度145km/h、1500（960kg）で最高速度170km/h、0-400m加速20秒前後であった。小型スポーツカーとして良くまとまったスタイルと軽快な性能が好評で、当時の日本にも総代理店の日本自動車を通じて輸入され、1963年の第1回日本グランプリにも出場するなど、MGAやトライアンフ・TR4などと並んで人気があった。
1962年には1500のブレーキが1800B同様に四輪ディスクブレーキに進化し、1963年にはツインチョーク・ウェバー気化器を2個に増やし100馬力とした高性能版・1600Sカブリオレが追加された。
1964年にはベースシャシーが新しい1500のものとなり、従来の1200がOHV1,481cc72馬力・最高速度160km/hの新「1500カブリオレ」に、従来の1500は消滅して1600Sに統合された。この変更よりフロントサスペンションが新しくなり、ブレーキもOHVエンジン車も含め全車サーボ付き四輪ディスクとなった。外観上はフロントグリルが車幅一杯に拡大され、1600Sは4灯式ヘッドライトとなった。
1965年夏には1500/1600Sとも新しいフルシンクロ5速ギアボックスが与えられ、1500のエンジンが75馬力となった。タイヤも1500が145SR14、1600Sが155SR15のラジアルに改められた。
1966年秋のトリノ・ショーに同じピニンファリーナの124スポルト・スパイダーが発表され、翌年から市販されるのに先立ち、1500/1600Sカブリオレは1966年をもって生産終了となった。